# كارلوس الكسندر
كارلوس الكسندر (بالإنجليزية: Carlos Alexander)‏ هو مغني أوبرا ومغني أمريكي، ولد في 15 أكتوبر 1915، وتوفي في 4 سبتمبر 1991.